# La vie en rose (canción de Thalía)
«La vie en rose» es la canción número tres, y el sencillo también número tres del álbum de Thalía Love. La canción fue presentada en 1992. La adaptación del famoso tema de la cantante francesa Édith Piaf, titulada “La vida en rosa” (mitad en español y mitad en francés).

## La vie en rose
Es una canción que Thalía y Esteban adaptaron para su disco porque a ella le parecía muy bella, la canción fue traducida y adaptada la mitad en español y la otra mitad en francés.

## La canción

### Versión adaptada
Esta canción habla sobre una persona totalmente enamorado hacia otro ser que le dice mil cosas como que si me abrazas moriré o si me hablas cantaré y que al final todo es color rosa, que su corazón es una joya, que él es un ladrón, no salga jamás de su corazón, luego dice "Desde que se declaro mi alma se quebró" se refiere a que vive de esa persona.

### Versión original
Il est entré dans mon coeur une part de bonheur dont je connais la cause. C'est lui pour moi, moi pour lui dans la vie, il me l'a dit, l'a juré pour la vie. Et dès que je l'aperçois, alors je sens en moi mon coeur qui bat.

## Video
La canción cuenta con un video presentado en el especial Love Thalia. En el video se muestra a Thalia saliendo de una caja de regalo abierta por una bailarina de ballet, que comienza a bailar con un joven vestido de arlequín, ella lo ama, pero se molesta porque él le presta más atención a Thalia, el arlequín le regala rosas a la bailarina y los dos van tirando las flores juntos.Al final la bailarina se lleva a Thalia a la caja de regalos y la cierra.